# Nelson I. Norton

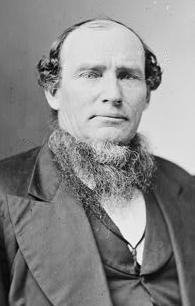
Nelson I. Norton

Nelson Ira Norton (* 30. März 1820 im Cattaraugus County, New York; † 28. Oktober 1887 in Hinsdale, New York) war ein US-amerikanischer Politiker. Zwischen 1875 und 1877 vertrat er den Bundesstaat New York im US-Repräsentantenhaus.

## Werdegang
Nelson Norton erhielt nur eine eingeschränkte Schulausbildung und arbeitete danach in der Landwirtschaft. Gleichzeitig schlug er als Mitglied der Republikanischen Partei eine politische Laufbahn ein. Im Jahr 1860 sowie zwischen 1865 und 1867 war er Bezirksrat im Cattaraugus County. Von 1852 bis 1870 fungierte er als Friedensrichter in seiner Heimat; in den Jahren 1861 und 1862 saß er als Abgeordneter in der New York State Assembly.
Nach dem Tod des gewählten Kongressabgeordneten Augustus F. Allen, der bereits am 20. Januar 1875 und damit noch vor Beginn der Legislaturperiode am 4. März verstarb, wurde Norton bei der fälligen Nachwahl für den 33. Sitz von New York als dessen Nachfolger in das US-Repräsentantenhaus in Washington, D.C. gewählt, wo er am 6. Dezember 1875 sein neues Mandat antrat. Bis zum 3. März 1877 konnte er die laufende Legislaturperiode im Kongress beenden. Nach seiner Zeit im US-Repräsentantenhaus betätigte sich Norton wieder in der Landwirtschaft. Er starb am 28. Oktober 1887 in Hinsdale.